# Brutkörper

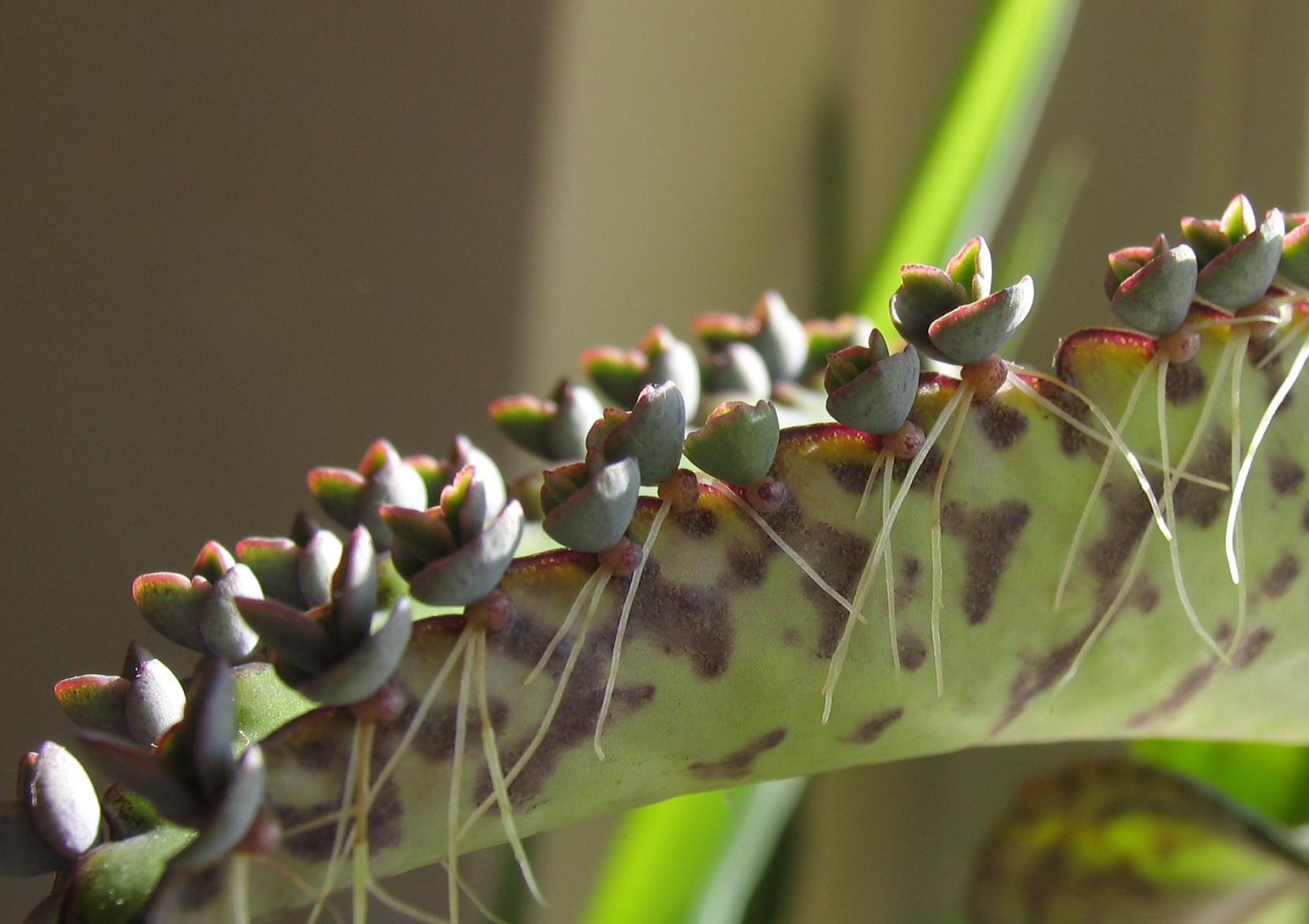
In den Einbuchtungen der Blattränder von Kalanchoe daigremontiana gebildete Brutknospen

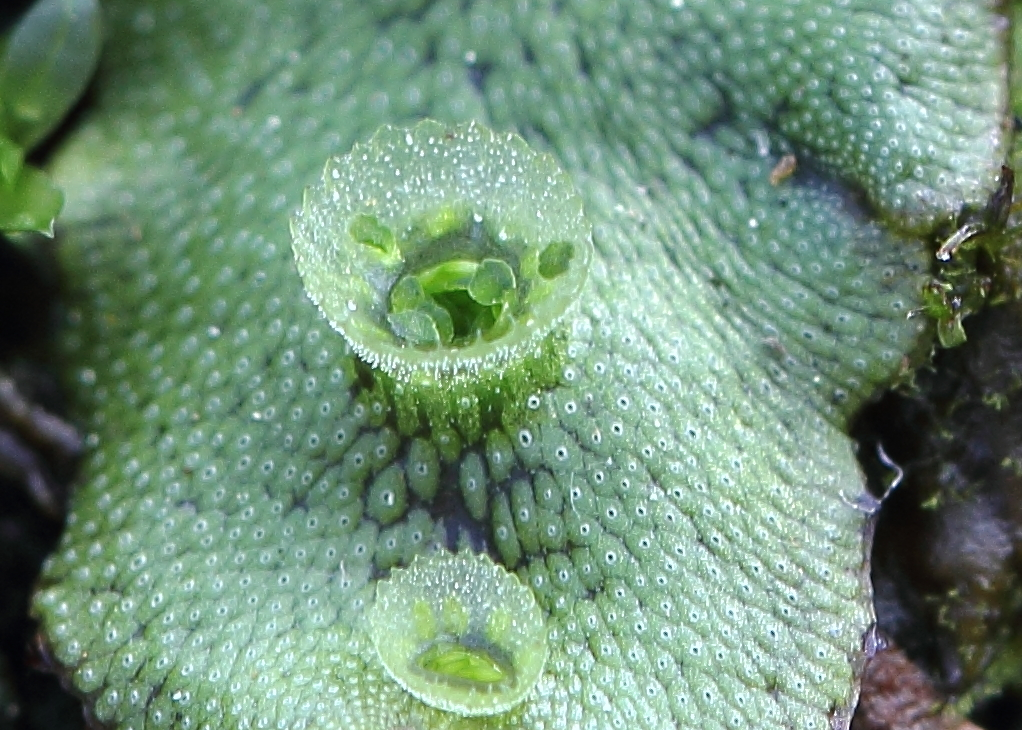
Brunnenlebermoos, Brutbecher

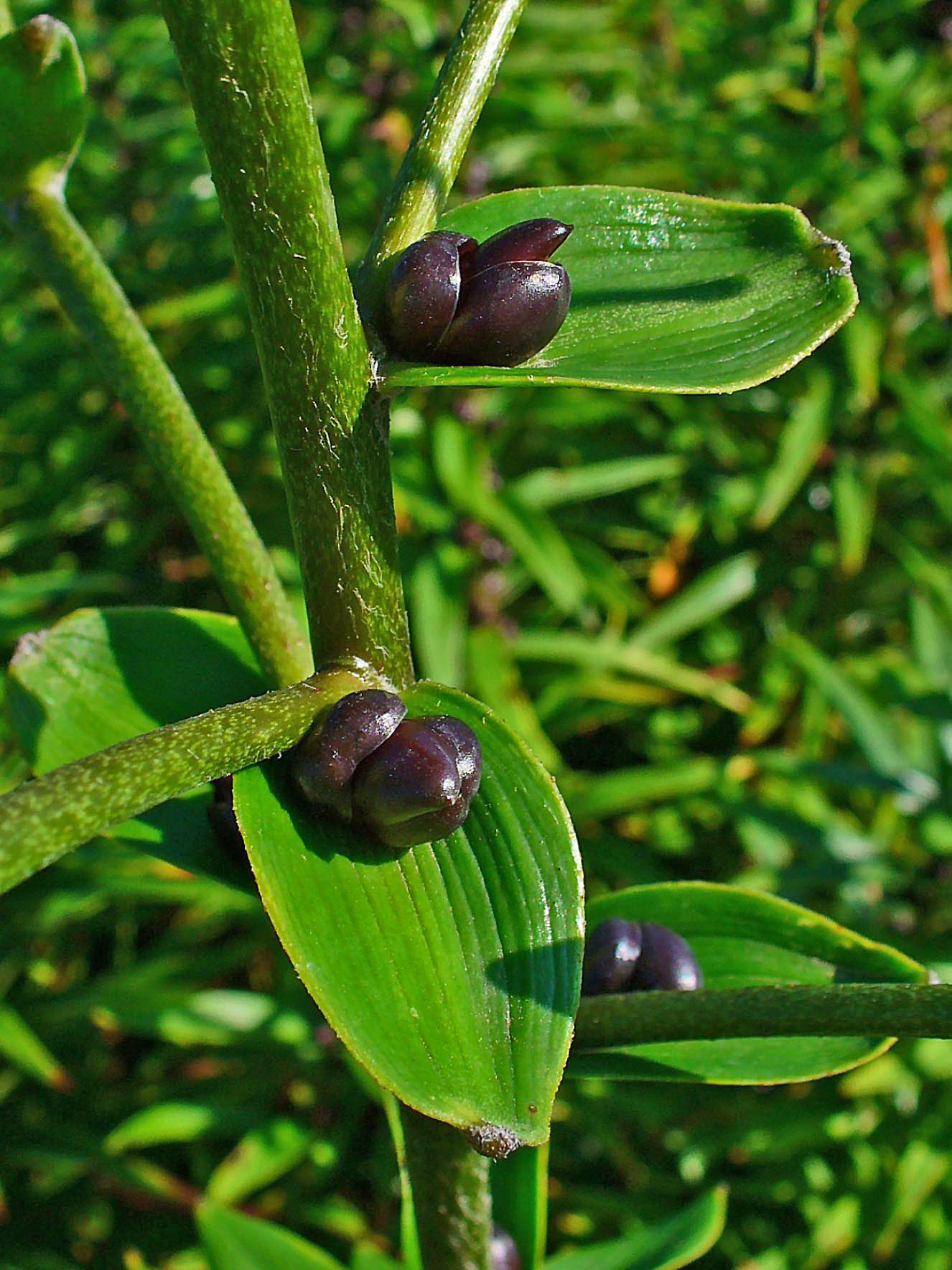
Tiger-Lilie, Brutzwiebeln

Brutkörper und Brutknospen (Bulbillen) sind mehr- bis vielzellige Organe der Pflanzen, die der vegetativen, ungeschlechtlichen Vermehrung dienen. Eine allgemeine Bezeichnung für Organe der vegetativen Vermehrung ist Brutorgan.

## Brutkörper: Gemmen der Moose
Bei den Moosen finden sich auf dem Thallus, den Rhizoiden, dem Stämmchen oder den Blättchen zelluläre Ausgliederungen, die sich unter geeigneten Umständen auf ungeschlechtlichem Weg zu neuen Pflanzen entwickeln können. Bei den Laubmoosen der Familie Tetraphidaceae entstehen diese in besonderen Brutknospenbehältern. Beim Brunnenlebermoos werden sie in eigenen Brutbechern gebildet. Bei den Moosen werden diese Bildungen meist als Brutkörper oder Gemmen bezeichnet. Bei dem Lebermoos Blasia pusilla werden auf der Oberfläche des Thallus sternförmige Brutschuppen abgeschieden.
Gemmen ist auch die Bezeichnung für bestimmte Dauerzellen der Pilze, wie Arthrosporen und Chlamydosporen.

### Gemmen bei Sonnentau-Arten
Auch die Brutkörper, die verschiedene Arten der Gattung Sonnentau (Drosera), zum Beispiel die Art Drosera pygmaea alternativ zu Blüten bilden, werden Gemmae genannt. Gemmae werden im basalen Part der Knospen von Nebenblättern differenziert und hängen später mit dem Blattstiel zusammen. Eine Gemma besteht aus differenziertem Gewebe, das einem Embryo ähnelt, umgeben von Endosperm-ähnlichem Speichergewebe und bedeckt von einer Epidermis. Sie ähnelt damit in der Morphologie einem Samen, wird aber, anders als dieser, asexuell erzeugt. Alle Sonnentau-Arten mit Gemmae (der Sektionen Bryastrum und Lasiocephala) bilden eine monophyletische Gruppe.

## Brutknospen
Brutknospen (Bulbillen) sind speziell geformte Knospen an oberirdischen Organen von Gefäßpflanzen (Farn- und Samenpflanzen). Die Blätter sind häufig fleischig. Sie lösen sich bei Reife ab und bewurzeln sich. Sie werden an Blattachseln, an Blättern oder im Blütenstand gebildet. Bei den Wurzelbulbillen nimmt die sproßbürtige Wurzel den größten Teil der Brutknospe ein, wie bei den Knospenknöllchen des Scharbockskrauts (Ranunculus ficaria). Diese sehr selten Samen tragende Pflanze vermehrt sich stark durch diese Brutknospen. Achsenbulbillen wie beim Knöllchen-Knöterich (Polygonum viviparum) beinhalten eine verdickte Sprossachse, an der sich kleine Würzelchen ausbilden. Die Brutknospen der Feuerlilie (Lilium bulbiferum) und der Zwiebel-Zahnwurz (Cardamine bulbífera) entstehen in den oberen Blattachseln und sind von Blättern in Form von Zwiebelschalen umschlossen.
Die Verbreitung von Pflanzen über vegetative Brutsprosse wird als Blastochorie bezeichnet. Brutknospen werden auch gezielt zur vegetativen Vermehrung von Pflanzen genutzt.